# Friedel Stern
Friedel Stern (1917, Leipzig, Alemanha - 29 de outubro de 2006, Tel Aviv, Israel) foi uma cartunista e ilustradora israelense nascida na Alemanha.

## Biografia
Friedel Stern nasceu em Leipzig, no Império Alemão, em 1917, a mais velha de quatro filhos. Sua família era judia, mas não sionista. No entanto, quando o anti-semitismo começou a tomar conta da Alemanha, ela interrompeu seus estudos de arte e, incentivada por sua mãe, juntou-se ao movimento de escoteiros judeus. Ela imigrou para a Palestina com este grupo em 1936 para o kibbutz Kfar Maccabi. No entanto, pouco tempo depois ela se mudou para Haifa. Ela trabalhou como cozinheira e empregada doméstica e fez cursos noturnos de desenho com o professor Hoenich. No final da década de 1930, ela estudou arte e design na escola de arte Bezalel em Jerusalém.
Durante a Segunda Guerra Mundial, ela se juntou aos voluntários do Corpo Auxiliar de Mulheres do Exército Britânico como enfermeira. No início dos anos 1940, ela foi enviada para servir na escola de oficiais em Gaza e ingressou no exército de libertação na Itália, onde foi designada para a unidade de camuflagem. Durante a guerra, ela esboçou e ilustrou cenas retratando a vida cotidiana dos soldados britânicos. Em 1944 ela mostrou seus esboços na exposição “Artistas das Forças Aliadas” no Egito. Por seu serviço militar, Friedel recebeu uma menção do Rei da Grã-Bretanha.

Após sua dispensa do exército, Friedel voltou para a Palestina e começou a trabalhar como designer gráfica de mapas no Survey of Palestine, que mais tarde se tornaria o Departamento de Medição. Uma de suas inovações foi ilustrar o desenho dos mapas da Palestina. Essa coleção de mapas foi publicada em 1953 sob o título Israel in 14 Pictorial Maps ("Israel em 14 mapas pictóricos"). Em 1946, Friedel começou a publicar cartoons na revista Bamahane. Foi então que ela desenhou sua assinatura composta por seu primeiro nome: Friedel e uma estrela, simbolizando o significado de seu sobrenome em alemão “Stern”. Essa assinatura pretendia diferenciá-la de Yossi Stern, que era o editor gráfico da revista. Devido ao sucesso desta publicação, Friedel passou a publicar seuscartoons regularmente nos jornais Davar, Dvar Ha'Shavua e La'isha.

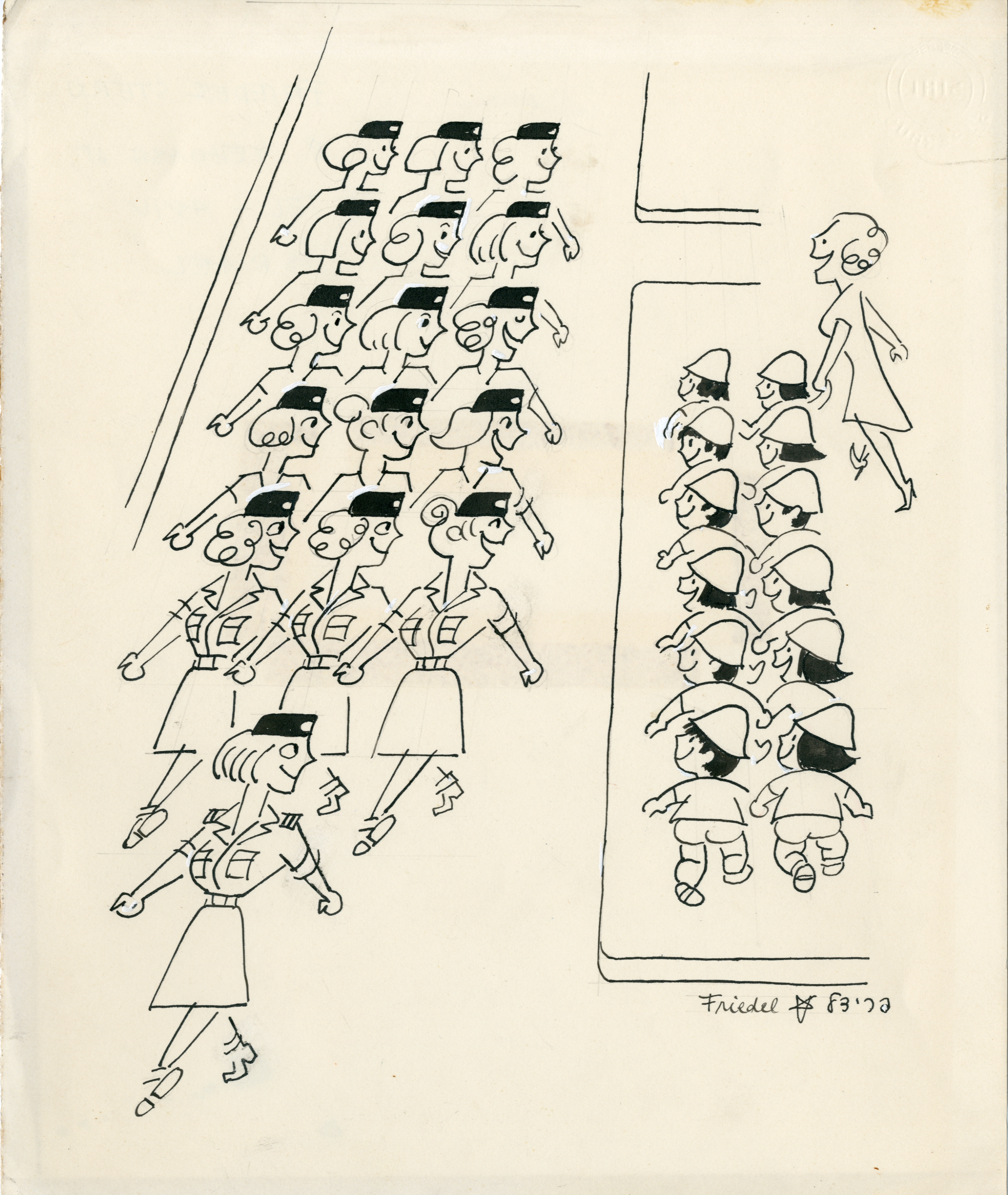
Sem título, 1956. Mostra mulheres militares marchando por meninos numa turma escolar, usando o chapéu tembel e acompanhados da professora.

Na década de 1950, Friedel começou a publicar artigos jornalísticos onde examinava criticamente a sociedade israelense. Para alguns desses artigos, ela se disfarçou de vários tipos étnicos. Em 1956, por exemplo, ela se disfarçou de imigrante do Marrocos e foi tratada com DDT. Para outros artigos, trabalhou como cobradora de ônibus, como estudante imigrante do Ulpan etc. Seus artigos sempre foram ilustrados por cartoons. Em 1958 ela publicou seu livro In Short: Israel sobre as experiências de um turista em Israel.
Paralelamente ao trabalho jornalístico, Friedel também trabalhou como designer gráfico. Nas décadas de 1950 e 60, ela desenhou cartazes para o Serviço Filatelista e para os Correios de Israel. Em 1960 ela criou a série Air Mail Landscape 2 - uma série de 10 selos do Correio de Israel (a terceira série de selos de correio aéreo) sobre as cidades e locais de Israel, sendo assim a segunda designer de selos feminina depois de Miriam Karoly). Entre seus outros trabalhos estão cartões de felicitações para o Dia da Independência (publicado pela Keren Ha'Yessod em 1958), um pôster para o Instituto Nacional de Seguros (na década de 1950), um álbum de coleção Países e Nações em Imagens (no início da década de 1960) e um cartaz para o Concurso de Harpas (década de 1960). Seu estilo de design foi baseado em uma linha geométrica minimalista, adequada para aqueles anos.Durante anos, Friedel foi a única cartunista mulher em Israel e, diferentemente de seus colegas, ela raramente tratou de assuntos políticos ou militares. Sua singularidade estava nos assuntos da vida cotidiana, expondo os aspectos grotescos ou absurdos da sociedade israelense.  Do ponto de vista artístico, o trabalho de Friedel é caracterizado por uma linha geométrica e um uso relativamente pequeno de cores.
De 1962 a 1992, Friedel lecionou no departamento de desenho da Academia Bezalel. Por muitos anos ela foi voluntária na Organização de Inválidos das FDI e em Beit Ha'Lohem. Por esta atividade, ela recebeu o Prêmio de Voluntariado do Presidente de 1999. Em 2004, ela foi premiada com o Dosh Cartoon Award.
Friedel nunca se casou. Ela morreu em Tel Aviv-Jafa em 2006, pouco antes de seu 90º aniversário e foi enterrada no kibbutz Einat.

## Prêmios e reconhecimento
A biblioteca de Friedel foi doada à Biblioteca Beit Ariela em Tel Aviv. Seu legado artístico foi doado em 2010 ao Museu Israelense de Cartoons e Quadrinhos em Holon. Desde 2012, o Museu organiza um concurso anual de cartuns chamado “The Friedel Stern Humorist Cartoon Contest” em sua memória.

## Galeria

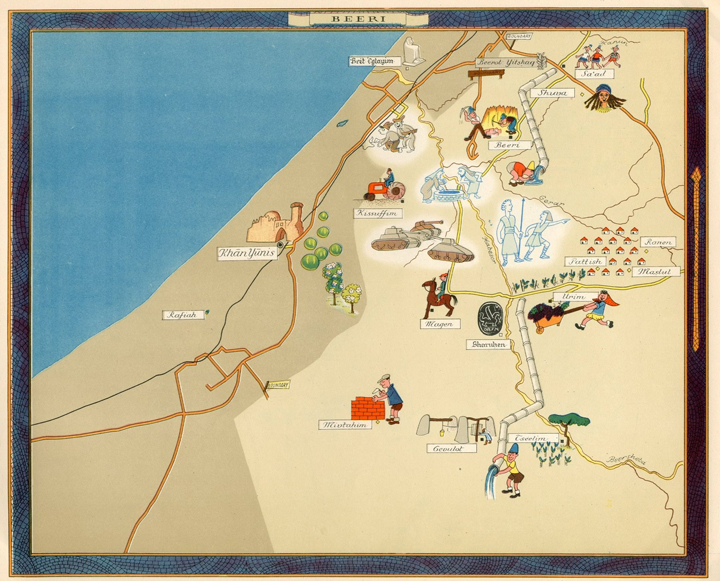
Beeri, do livro Israel in 14 Pictorial Maps, Kerem Hayesod, 1953.
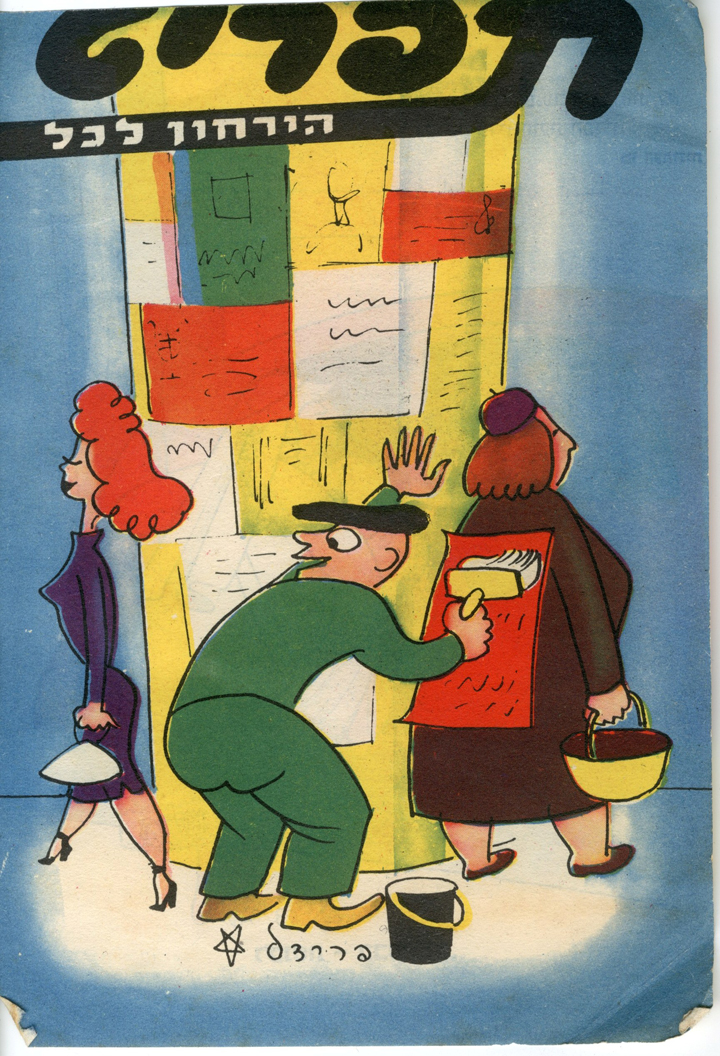
Capa da revista Tafrit, 1950.
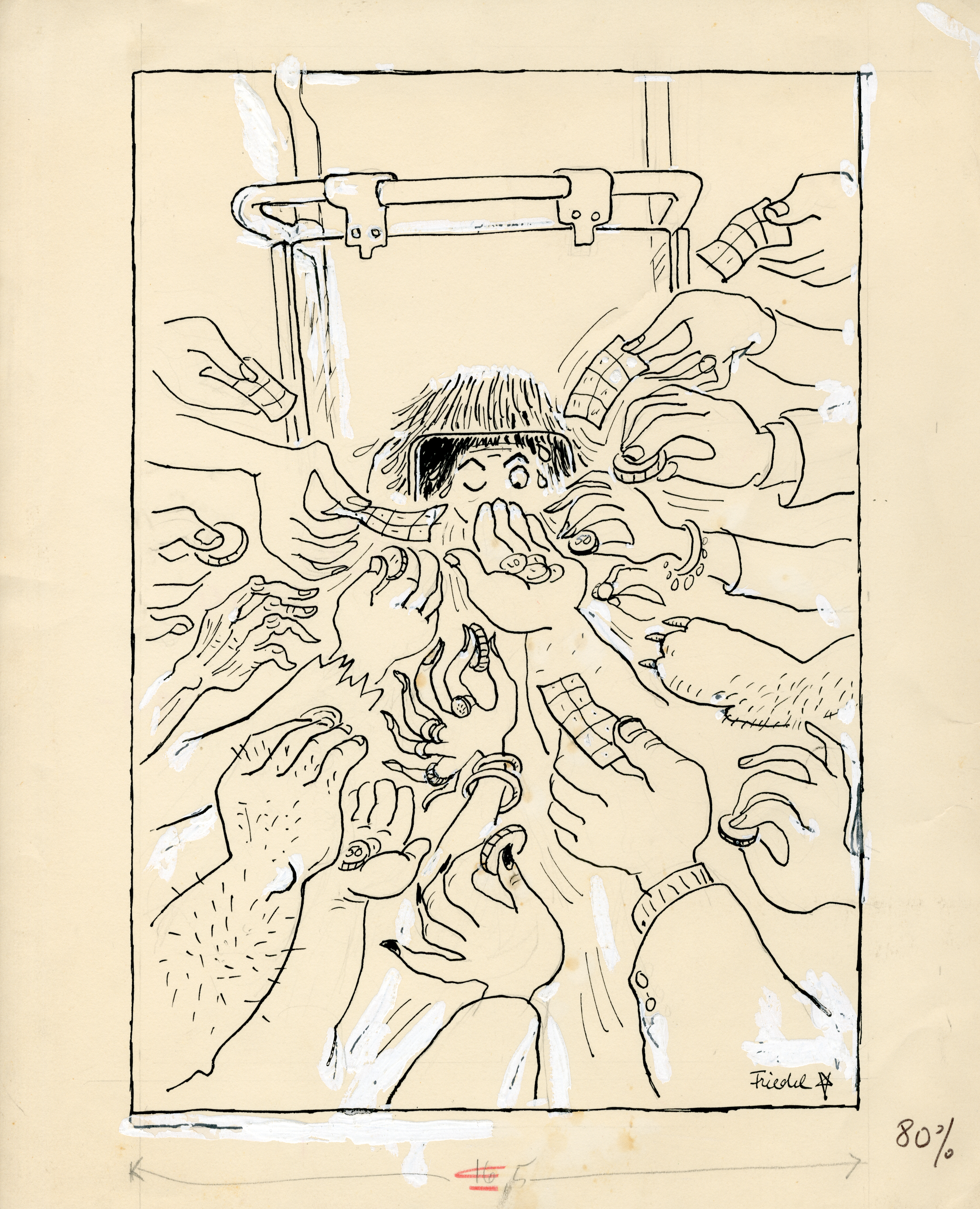
"Eu fui uma cobradora de ônibus", 1956.
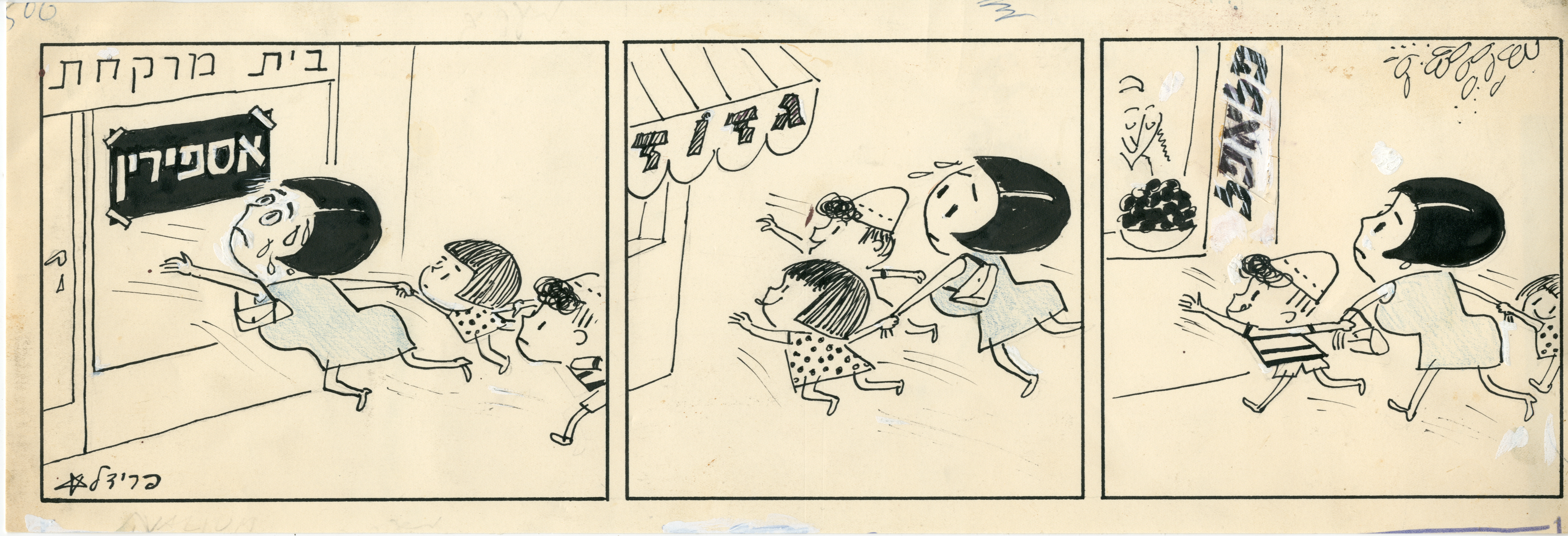
Sem título, tirinha da Shus Comic, 1965-1970.